# 張慶洲
張慶洲（1957年12月1日—2018年11月22日），筆名曉洲，河北省唐山市人，中國報告文學作家，中國報告文學學會會員，河北省作家協會會員。
他也是《報告文學》雜誌特聘作家，著有《震城》、《草民》、《鳥的》、《折籮》、《今夜無雨》等，另亦有雜文散見各報中。2006年出版《唐山警世錄》被官方禁售而開始聞名，往後陸續出版關於該次地震的文學作品例如《幸存者說》、《红轮椅》等，2018年11月22日下午1点55分因病逝世。

## 《唐山警世錄》的誕生與被禁
張於1998年10月開始著手走訪唐山大地震生還者、當時地震局官員及搜集資料，至2000年8月初完稿。準備交予北京一家出版社出版，但突然被通知需送審而喊停，2002年被中共唐山市委宣傳部以「當事人說法一面之辭」、「若宣傳內容會誤導公眾」、「涉及文革人物評價」等理由拒絕。2004年7月底他把稿子交付時任國家地震局局長宋瑞祥，被予以肯定並予以書作序言，於2005年在《報告文學》雜誌5月號增刊刊載，並在2006年1月在上海正式出版，印數兩萬冊。
因出版年剛好也為唐山大地震30周年，書中內容引起海內外關注，《人民日報》亦予以報道，讚譽不少但亦有內地官員斥責此書抹黑，而宋瑞祥也剛好於出書該月退休，继任局長陳建民與唐山市等政府要求封禁，結果被悄悄停止再版之餘亦把未發貨之一萬冊封存（發到書店售賣的則沒有要求收回，圖書館仍可借閱），也恰巧同時被北京铁路局解僱丰润工务段集经办事处副主任的工作，事件在7月香港傳媒採訪紀念活動時封殺事件被曝光；內地被禁後香港於8月出版繁體中文版。